# Tumulus de Piétrain
Le tumulus de Piétrain, ou tumulus de Herbais, est un tumulus gallo-romain situé à la sortie du hameau de Herbais, sur la route conduisant à Piétrain, dans la commune de Jodoigne, dans la province du Brabant wallon, en Belgique.

## Situation

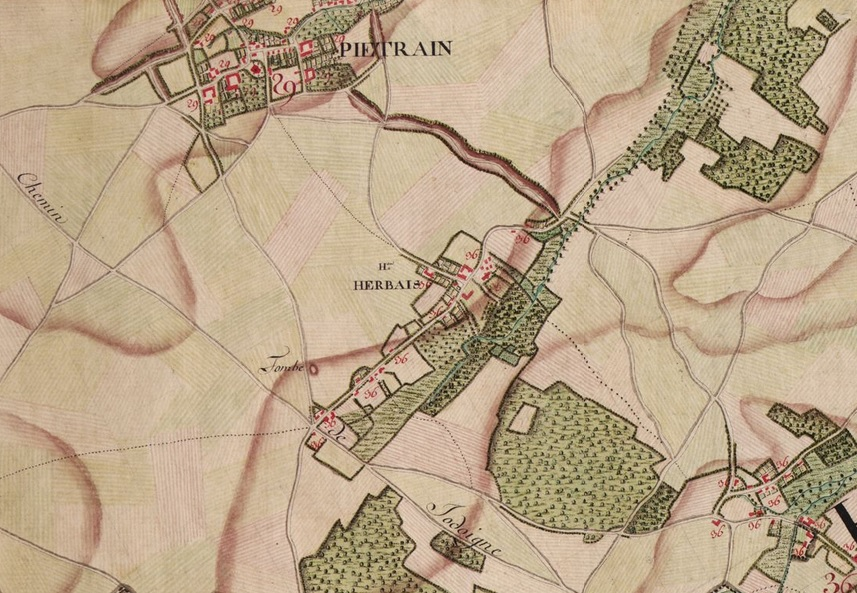
La tombe de Herbais sur la carte de Ferraris du XVIIIe siècle

Situé à environ deux kilomètres au sud de Piétrain, près de la rue du Tumulus, à Herbais, le tumulus n'est plus aussi grand que par le passé.
L'atlas de Ferraris, datant de 1777, répertorie le tertre sur la carte n° 133A sous le nom succinct de tombe.

## Description
Le monticule mesure 28 mètres sur 14 mètres et est d'une hauteur maximale de 3,2 mètres.

## Vestiges
Un caveau en bois de 2 m sur 2 m y fut découvert, avec du mobilier datant du IIe siècle. Le caveau fut partiellement pillé.